# Yuan Xinyue
Yuan Xinyue (em chinês:  袁心玥; 21 de dezembro de 1996) é uma voleibolista profissional chinesa, campeã olímpica.

## Carreira
Yuan é membra da seleção chinesa de voleibol feminino. Em 2016, representou seu país nos Jogos Olímpicos de Verão no Rio de Janeiro, que foi campeã.
Pela seleção chinesa militar disputou os Jogos Mundiais Militares de 2015, sediado na Coreia do Sul, na cidade de Mungyeong.
No ano de 2017 representou novamente a seleção militar chinesa e disputou na ocasião a edição do Campeonato Mundial Militar sediado em Jacksonville, Estados Unidos, e obteve a medalha de ouro.